# Exit 8
Pour plus de détails, voir Fiche technique et Distribution.
Exit 8 (8番出口, 8-ban deguchi) est un film japonais réalisé par Genki Kawamura, sorti en 2025. Il est adapté du jeu vidéo The Exit 8 (en).

## Synopsis
Un homme est prisonnier d'un couloir de métro sans fin et doit trouver la sortie 8 pour s'échapper.

## Fiche technique
- Titre français : Exit 8[1],[2]
- Titre original : 8番出口 (8-ban deguchi)[3],[4]
- Réalisation : Genki Kawamura
- Scénario : Kotake Create, Genki Kawamura et Hirase Kentaro
- Musique : Shouhei Amimori et Yasutaka Nakata
- Photographie : Keisuke Imamura
- Montage : Sakura Seya
- Production : Yoshihiro Furusawa, Minami Ichikawa, Taichi Itō, Genki Kawamura, Taichi Ueda et Kenji Yamada
- Société de production : AOI Promotion, Story et Tōhō
- Pays :  Japon
- Genre : Horreur, thriller
- Durée : 95 minutes
- Dates de sortie : 
  - France : 19 mai 2025 (Festival de Cannes 2025) ; 3 septembre 2025 (sortie nationale)
  - Japon : 29 août 2025

## Distribution
- Kazunari Ninomiya : l'homme perdu
- Yamato Kōchi : l'homme qui marche
- Naru Asanuma
- Kotone Hanase
- Nana Komatsu

## Distinctions
Le film a été présenté en sélection officielle lors du Festival de Cannes 2025 dans le cadre des Séances de minuit.